# Zoe.Misplaced
Pour plus de détails, voir Fiche technique et Distribution.
Zoe.Misplaced est un film australien de 2014 écrit, produit, réalisé et monté par Mekelle Mills.

## Synopsis
La vie bien réglée de Zoé (Hannah Raven Smith) est bouleversée lorsqu'elle tombe inopinément amoureuse de Nat (Clementine Mills).

## Fiche technique
- Titre original : Zoe.Misplaced
- Réalisation : Mekelle Mills
- Scénario : Mekelle Mills
- Montage : Mekelle Mills
- Producteur : Mekelle Mills
- Production :
- Musique :
- Pays d'origine :  Australie
- Langue d'origine : anglais australien
- Lieux de tournage : Sydney, Nouvelle-Galles du Sud, Australie
- Genre : Comédie dramatique, comédie romantique saphique
- Durée : 113 minutes (1 h 53)
- Date de sortie : 
  -  Australie 15 février 2014
  -  Pologne 18 avril 2015 au Festival international du film LGBT de Pologne

## Distribution
- Hannah Raven Smith : Zoé
- Clementine Mills : Nat
- Kaska Zielinski : Coal
- Ryan Bennett : Tom
- John Manning : Ben
- Annie Schofield : Kris
- Isaro Kayitesi : Aimee
- Jeremy Burtenshaw : Steve
- Linda Nicholls-Gidley : Coach
- Scarlett Nicholls-Gidley : Sophia
- Angela Downing : Cashier
- Switch : Frankie,la DJ
- Penny-Maree Fergus : la mère de Nat (voix)